# ديفيد موير
ديفيد موير (بالإنجليزية: David Muir)‏ هو صحفي أمريكي، ولد في 8 نوفمبر 1973 في سيراكيوز في الولايات المتحدة.

## وصلات خارجية
- ديفيد موير على موقع IMDb (الإنجليزية)
- ديفيد موير على موقع ميوزك برينز (الإنجليزية)
- ديفيد موير على موقع إن إن دي بي (الإنجليزية)
- ديفيد موير على موقع قاعدة بيانات الفيلم (الإنجليزية)